# 養老町 (名古屋市)
養老町（ようろうちょう）は、愛知県名古屋市中区の地名。

## 歴史

### 町名の由来
かつて養老院があったことに由来するという。

### 沿革
- 1909年（明治42年）10月1日 - 愛知郡千種町の一部により、名古屋市中区養老町として成立する[3]。『角川日本地名大辞典』は、同郡御器所村御器所の一部も編入したとしている[2]。
- 1911年（明治44年）11月1日 - 東陽町の一部を編入する[3]。この区域をもって養老町2丁目とした[4]。
- 1977年（昭和52年）10月23日 - 中区新栄一丁目・新栄二丁目・千代田五丁目に編入され、消滅[5]。